# Scott Turow
Scott Frederick Turow, assina como Scott Turow (Chicago, 12 de abril de 1949) é um escritor e advogado dos Estados Unidos. Turow já escreveu treze livros, sendo onze de ficção. Suas obras foram traduzidas para mais de 40 idiomas. Seus livros venderam mais de 30 milhões de exemplares no mundo e foram adaptados para o cinema e a televisão.

## Biografia
Turow nasceu em Chicago, em uma família de ascendência judaica, russa. Ele se formou no Amherst College em 1970. Ele recebeu uma bolsa de estudos para o Centro de Escrita Criativa da Universidade de Stanford, onde estudou de 1970 a 1972.

Em 1977, Turow escreveu One L, um livro sobre seu primeiro ano na faculdade de direito. Turow tornou-se Procurador-Geral Adjunto em Chicago, ocupando esse cargo até 1986, onde participou de diversas investigações criminais, principalmente em casos de corrupção. Foi presidente do Authors Guild (associação de escritores dos Estados Unidos), entre 1997 e 1998. Atualmente é sócio do escritório de advocacia Sonnenschein Nath & Rosenthal. Costuma atuar em processos pro bono. Em 2002, ao lado de políticos e de importantes juristas dos Estados Unidos, participou de uma comissão federal para discutir a pena de morte.

Scott Turow

Em 1986, depois de deixar o Gabinete de Procurador dos Estados Unidos, Turow tornou-se romancista. Com vários bestsellers, Turow ganhou vários prêmios literários, mais notavelmente o Silver Dagger Award da britânica Crime Writers' Association.
Em 1990, Turow foi destaque na capa de 11 de junho da Time, que o descreveu como "Bardo da Era Litigiosa". Em 1995, o autor canadense Derek Lundy publicou uma biografia de Turow, intitulada Scott Turow: Meeting the Enemy (ECW Press, 1995). Na década de 1990, uma editora britânica agrupou o trabalho de Turow com o de Margaret Atwood e John Irving.
De 1997 a 1998, Turow foi membro da Comissão de Nomeações do Senado dos EUA para o Distrito Norte de Illinois, que recomenda nomeações judiciais federais. Em 2011, Turow se reuniu com o professor da Harvard, Lawrence Lessig para discutir a reforma política, incluindo uma possível Segunda Constituição dos Estados Unidos; de acordo com uma fonte, Turow viu riscos em ter tal convenção, mas acreditava que ela pode ser a "única alternativa", dado como o dinheiro da campanha minou o princípio de democracia: um homem, um voto.
Ele escreve também ensaios e artigos de opinião para publicações como o New York Times, o Washington Post, a Vanity Fair, o The New Yorker, a Playboy e o The Atlantic.
Tem como livro favorito, Anna Karenina de Leon Tolstoi, entre seus escritores favoritos estão: Graham Greene, Charles Dickens, Saul Bellow.
Sobre Hollywood ele declarou:
A Hollywood de hoje é muito diferente daquela dos anos 80. Hoje, se faz menos filmes, principalmente para agradar os espectadores mais jovens, que são a maior parte da audiência. Já se convencionou nos EUA que o lugar da Corte é na TV.

## Obras

### Série Kindle County
| nº série | Título original         | Título em português                                    | Tradução                                 | Ano    | Editora                             |
| -------- | ----------------------- | ------------------------------------------------------ | ---------------------------------------- | ------ | ----------------------------------- |
| 1        | Presumed Innocent       | Acima de Qualquer Suspeita                             | A. B. Pinheiro de Lemos                  | (1987) | Record, BestBolso, Círculo do livro |
| 2        | The Burden of Proof     | O Ônus da Prova (Brasil) ou O Peso da Prova (Portugal) | Isaac Piltcher e A. B. Pinheiro de Lemos | (1990) | Record, Círculo do livro            |
| 3        | Pleading Guilty         | Declarando-se Culpado                                  | A. B. Pinheiro de Lemos                  | (1993) | Record, Círculo do livro            |
| 4        | The Laws of Our Fathers | As Leis de Nossos Pais                                 | A. B. Pinheiro de Lemos                  | (1996) | Record                              |
| 5        | Personal Injuries       | Ofensas Pessoais                                       | Alves Calado                             | (1999) | Record                              |
| 6        | Reversible Errors       | Erros Irreversíveis                                    | Alves Calado                             | (2002) | Record                              |
| 7        | Limitations             | Os Limites da Lei                                      | Ana Maria Mandim                         | (2006) | Record                              |
| 8        | Innocent                | O inocente                                             | Domingos Demasi                          | (2010) | Record                              |
| 9        | Identical               | Idênticos                                              | Mariana Kohnert                          | (2013) | Record                              |
| 10       | The Last Trial          | O último julgamento                                    | Ângelo Lessa                             | (2020) | Record                              |
| 11       | Suspect                 |                                                        |                                          | (2022) |                                     |

### Romances autônomos (fora da série)
| nº série | Título original | Título em português | Tradução              | Ano    | Editora |
| -------- | --------------- | ------------------- | --------------------- | ------ | ------- |
| 11       | Ordinary Heroes | Heróis Comuns       | Domingos Demasi       | (2005) | Record  |
| 12       | Testimony       | Testemunha          | Alessandra Bonrruquer | (2017) | Record  |

### Não-ficção deScott Turow
| nº série | Título original                                                               | Título em português                      | Tradução                | Ano               | Editora |
| -------- | ----------------------------------------------------------------------------- | ---------------------------------------- | ----------------------- | ----------------- | ------- |
| 1        | One L                                                                         | O Primeiro Ano - Como se Faz um Advogado | A. B. Pinheiro de Lemos | (1977)            | Record  |
| 2        | Ultimate Punishment: A Lawyer's Reflections on Dealing with the Death Penalty |                                          |                         | (2003)            |         |
| 3        | Hard Listening                                                                |                                          |                         | (coautoria, 2013) | (ebook) |

## Adaptações
- Presumed Innocent, 1990 Presumível Inocente (título em Portugal) ou Acima de Qualquer Suspeita (título no Brasil)
- The Burden of Proof, 1992 (minissérie, ABC)
- Reversible Errors, 2004 (filme televisivo, CBS)
- Innocent, 2011 (filme televisivo, TNT)